# Piola quiabentiae
Piola quiabentiae là một loài bọ cánh cứng trong họ Cerambycidae.